# Кретов, Геннадий Анатольевич
Геннадий Анатольевич Кретов — советский хозяйственный, государственный и политический деятель.

## Биография
Родился в 1937 году на территории современной Ульяновской области. Член КПСС.
С 1963 года — на хозяйственной, общественной и политической работе. В 1963—2007 гг. — аппаратчик Волгоградского производственного объединения «Химпром» имени С. М. Кирова Министерства химической промышленности СССР.
Указами Президиума Верховного Совета СССР от 5 марта 1976 года и от 6 апреля 1981 года награждён орденами Трудовой Славы 3-й и 2-й степеней.
Указом Президиума Верховного Совета СССР от 5 июня 1985 года за достижение наивысшей производительности труда и обеспечение досрочного выполнения плановых заданий и социалистических обязательств, принятых на 11-ю пятилетку награждён орденом Трудовой Славы 1-й степени.
Делегат XXVII съезда КПСС.
Умер в Волгограде в 2010 году.